# Такахаси, Хироацу
Хироа́цу Такаха́си (яп. 高橋 弘篤, 13 апреля 1984 года, Томия, Мияги) — японский скелетонист, выступающий за сборную Японии с 2008 года. Чемпион мира среди юниоров, неоднократный призёр национального первенства, участник зимних Олимпийских игр в Сочи.

## Биография
Хироацу Такахаси родился 13 апреля 1984 года в городе Томия, префектура Мияги. Активно заниматься скелетоном начал в возрасте двадцати лет, присоединившись к авторитетному скелетонному клубу «Белый гром», на международных соревнованиях дебютировал в 2004 году, приняв участие в заездах Кубка Америи, и на первом своём этапе, прошедшем в канадском Калгари, занял двадцать девятое место. В следующем сезоне съездил на Универсиаду в австрийский Иглс, где был восемнадцатым, и впервые соревновался на чемпионате мира среди юниоров, показав на трассе немецкого Винтерберга двадцать второй результат. Однако настоящий подъём карьеры Такахаси произошёл только в 2008 году, когда он прошёл отбор в основной состав национальной сборной и стал квалифицироваться на крупнейшие международные старты. Во многом такому подъёму способствовала бронзовая медаль, выигранная на юниорском первенстве мира в Нагано.
На Кубке Америки Хироацу Такахаси впервые попал в десятку сильнейших, приехав девятым на этапе в американском Парк-Сити, и занял шестое место в общем зачёте. В первой половине сезона 2008/09 попадал в десятку пять раз из шести этапов, а по окончании всего кубкового цикла расположился в общем рейтинге на восьмой строке. Через год боролся за обладание Кубком Европы и уже на первом же этапе, прошедшем в швейцарском Санкт-Морице удостоился серебряной награды, однако большинство последующих этапов пропустил и в результате оказался далеко от лидеров общего зачёта. В сезоне 2009/10 побывал уже на всех восьми этапах европейского кубка и разместился в итоговом рейтинге на шестой позиции.
27 ноября 2010 года Такахаси впервые принял участие в заездах Кубка мира, на дебютном этапе в канадском Уистлере пришёл к финишу двадцать первым, а лучший результат показал на трассе немецкого Винтерберга, финишировав там пятнадцатым. В общем зачёте занял восемнадцатое место, опередив на две позиции своего конкурента по сборной Синсукэ Таяму. На домашнем молодёжном чемпионате мира в Нагано завоевал золотую медаль, тогда как на взрослом мировом первенстве в немецком Кёнигсзее был лишь девятнадцатым. На следующем Кубке мира побывал на всех восьми этапах и каждый раз оказывался среди двадцати сильнейших, показав лучший результат на этапе во французской Ла-Плани, где сумел добраться до двенадцатой строки. В итоге расположился в общем зачёте на шестнадцатой позиции, выбившись в лидеры мужской японской команды по скелетону. На чемпионате мира 2012 года в американском Лейк-Плэсиде финишировал двадцатым.
В 2014 году Такахаси побывал на Олимпийских играх в Сочи, где финишировал двенадцатым.